# Jenni Hiirikoski
Jenni Hiirikoski, född den 30 mars 1987 i Lembois i Finland, är en finländsk ishockeyspelare som spelar för Luleå HF/MSSK i SDHL. Hiirikoski har tre olympiska bronsmedaljer, ett VM-silver, sju VM-brons, fem SM-guld och fyra Finska mästerskapsguld. Hon har våren 2023 spelat 491 landskaper med finska landskaget varav 79 i VM och 24 i OS.